# 板門店熱線
板門店熱線又可稱為首爾－平壤熱線，這是一條能使大韓民國和朝鮮民主主義人民共和國領導人直接通訊的電話和傳真熱線。該熱線建立於1972年8月18日。目前，板門店熱線共有2條電話線路和1條傳真線路，並由該國的紅十字會所管理。據報導，兩國的聯絡官會室每天上午9時和下午4時會進行例行性通話﹔遇上重大問題時，雙方也會通過板門店熱線交換意見。

## 歷史
2013年3月11日，隨著朝鮮半島危機升溫，北韓的聯絡員並未有按照慣例接聽上午的電話，同日，平壤政府宣佈中斷熱線。同年6月7日，北韓重啟熱線。
2020年6月5日，朝鮮勞動黨統一戰線部發言人發表談話稱，由於韓方縱容脫北者團體從韓方向朝鮮散發反朝傳單，朝方將關閉位於開城工業園區的南北聯絡辦公室。另外，朝鮮勞動黨中央政治局候補委員、第一副部長金與正與勞動黨副委員長金英哲在工作總結會議上強調了將對南工作改為對敵工作的重要性，並下達全面關閉朝韓之間所有通信聯絡渠道的指示。
2021年7月27日上午，朝韩两国分别发布公报，表示据两国领导人此前互通的私信，双方就尽早恢复互信达成共识，宣布于当日十时重启所有朝韩通信联络渠道，并表达了双方积极改善和发展北南关系的期待。但兩星期後因韓美舉行聯合軍演聯絡再度中斷。
2021年10月4日，聯絡線重啟。

## 資料來源
1. 1 2 3 4  "北韓切斷與南韓熱線電話" 《星島日報》 11 03 2013
2. ↑  North Korea reopens hotline with South, seeks weekend talks （页面存档备份，存于） reuters.com 7 6 2013
3. ↑  . news.rthk.hk.   [2021-08-09]. （原始内容存档于2020-06-16） （中文（臺灣））.
4. ↑  . 韩联社. 2021-07-27  [2021-07-27]. （原始内容存档于2021-07-27） （中文）.
5. ↑  . 朝中社. 2021-07-27  [2021-07-27]. （原始内容存档于2017-03-04） （韩语）.
6. 1 2  .   [2021-10-04]. （原始内容存档于2021-10-04）.